# Alienes
Alienes es una parroquia española del concejo de Valdés, en Asturias. Ocupa una extensión de 6,613 km², y en 2020 contaba con una población de 60 habitantes (INE, 2020).
Está situada a 34 km de la capital del concejo, Luarca. Limita al norte con la parroquia de Castañeo, al sur y oeste con la de Ayones y al este con la de Lavio.

## Localidades
La parroquia está formada por las siguientes poblaciones:
- Alienes (lugar)
- Colinas (aldea)
- La Faxera (aldea)

## Demografía
| Gráfica de evolución demográfica de Alienes entre 2000 y 2020      |
|                                                                    |
| Población de derecho (2000-2020) según el padrón municipal del INE |

## Patrimonio
- Iglesia de Santa María[3]